# Aizecq
Aizecq est une commune associée à Nanteuil-en-Vallée, dans le département de la Charente.

## Géographie
Aizecq est située dans le nord du département de la Charente, à 3,5 km à l'ouest de Nanteuil-en-Vallée et à 6 km au sud-est de Ruffec. Elle a été associée à Nanteuil-en-Vallée le 1er janvier 1973 par arrêté préfectoral du 29 décembre 1972.

## Toponymie
Les formes anciennes sont Aizec en 1280, Eziaco (ablatif de *Eziac) en 1293, Ayseco en 1302 (ablatif de *Aysec).
L'origine du nom d'Aizecq remonterait à un nom de personne gallo-romain Asius ou Atius auquel est apposé le suffixe -acum, ce qui correspondrait à Asiacum, « domaine d'Asius »,.
Le suffixe -ec est une forme altérée de -acum (comme Chassiecq et Ruffec).
Créée Aisec en 1793, elle se nomme Aizecq en 1801. Vers 1850, la carte d'État-Major l'écrit Aisecq.

## Histoire
Aizecq était autrefois un fief dépendant de la baronnie de Verteuil, et qui a appartenu à la famille Prévéraud jusqu'à la fin du XVIIe siècle. Cette famille a donné à Verteuil de nombreux sénéchaux et procureurs. Puis la seigneurie d'Aizecq est passé aux mains de la famille de Saluces, d'origine piémontaise, qui a longtemps possédé le château au bourg.
Le premier seigneur connu est Jean Prévost de Salles, car la terre d'Aizecq dépendait de l'abbaye de Nanteuil et il est noté qu'en 1171 il rend hommage à l'abbé de Nanteuil. À la fin du XVIe siècle elle passe à François Préveraud dont le petit-fils est anobli par Louis XIII, puis est vendue. Après la Révolution elle est restituée à Charles de Saluces bien qu'il ait émigré.

## Démographie
L'évolution du nombre d'habitants est connue à travers les recensements de la population effectués dans la commune depuis 1793. À partir du 1er janvier 2009, les populations légales des communes sont publiées annuellement dans le cadre d'un recensement qui repose désormais sur une collecte d'information annuelle, concernant successivement tous les territoires communaux au cours d'une période de cinq ans. 
Pour les communes de moins de 10 000 habitants, une enquête de recensement portant sur toute la population est réalisée tous les cinq ans, les populations légales des années intermédiaires étant quant à elles estimées par interpolation ou extrapolation. Pour la commune, le premier recensement exhaustif entrant dans le cadre du nouveau dispositif a été réalisé en ,.
En 2007, la commune comptait 251 habitants.
| 1793 | 1800 | 1806 | 1821 | 1831 | 1841 | 1846 | 1851 | 1856 |
| ---- | ---- | ---- | ---- | ---- | ---- | ---- | ---- | ---- |
| 548  | 545  | 530  | 568  | 538  | 484  | 497  | 558  | 501  |

| 1861 | 1866 | 1872 | 1876 | 1881 | 1886 | 1891 | 1896 | 1901 |
| ---- | ---- | ---- | ---- | ---- | ---- | ---- | ---- | ---- |
| 456  | 429  | 402  | 393  | 432  | 424  | 382  | 330  | 326  |

| 1906 | 1911 | 1921 | 1926 | 1931 | 1936 | 1946 | 1954 | 1962 |
| ---- | ---- | ---- | ---- | ---- | ---- | ---- | ---- | ---- |
| 296  | 288  | 288  | 270  | 275  | 242  | 255  | 262  | 246  |

| 1968 | 2007 | - | - | - | - | - | - | - |
| ---- | ---- | - | - | - | - | - | - | - |
| 194  | 251  | - | - | - | - | - | - | - |

## Lieux et monuments
- Le manoir d'Aizecq date du XVIe siècle et a été remanié au XIXe siècle. Remarquable par son pigeonnier, il est inscrit aux monuments historiques depuis 2002[13].

- L'église paroissiale Saint-Pierre

- Le village, et ses alentours, compte une trentaine de lojhes (prononcé soit loge, soit loh en poitevin, patois charentais local), cabanes agricoles à usage d'abris ou de resserres à outils faisant partie intégrante des nombreux murs en pierre sèche de la commune appelés chirons[14],[15],[16].

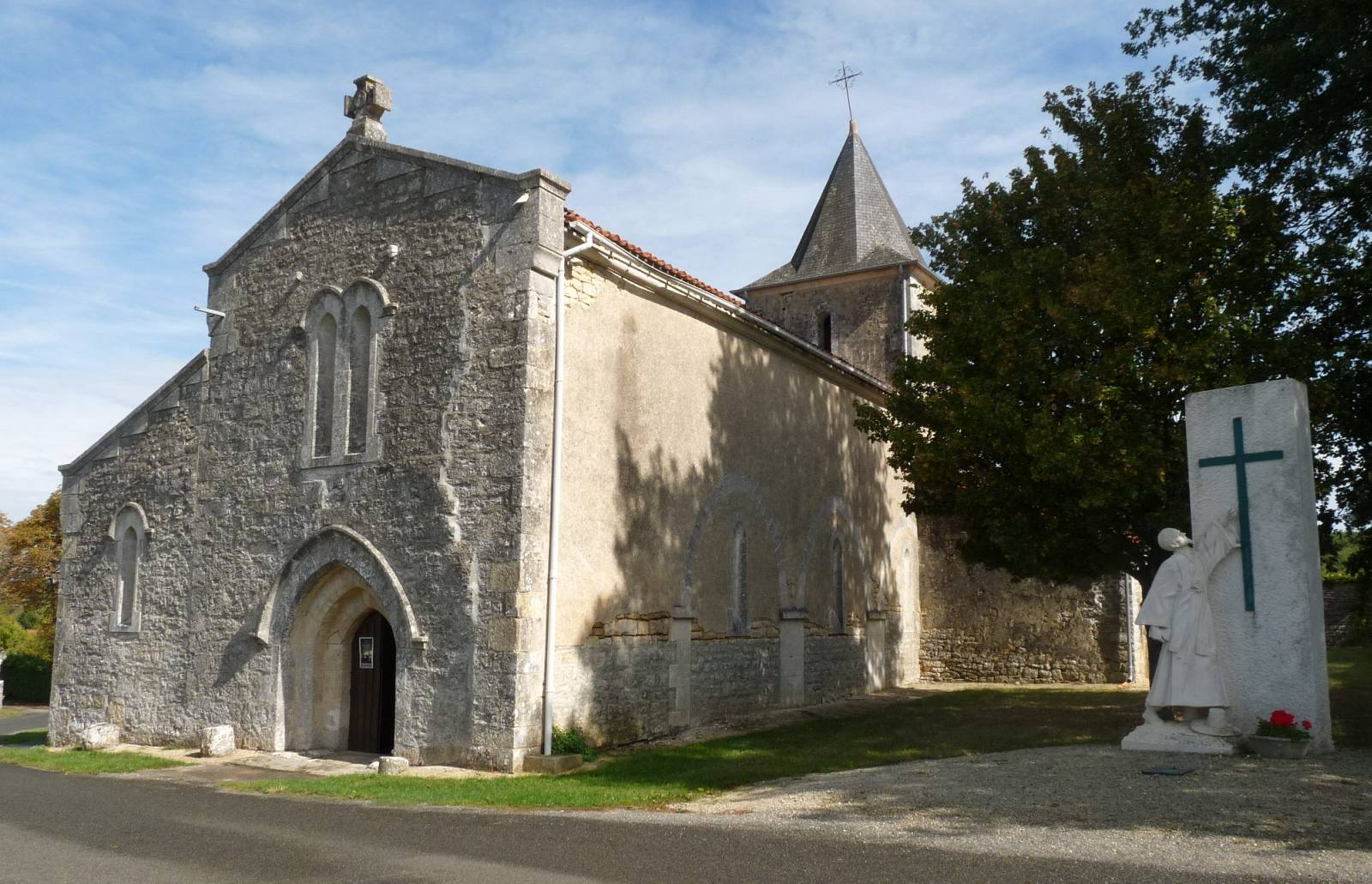
L'église
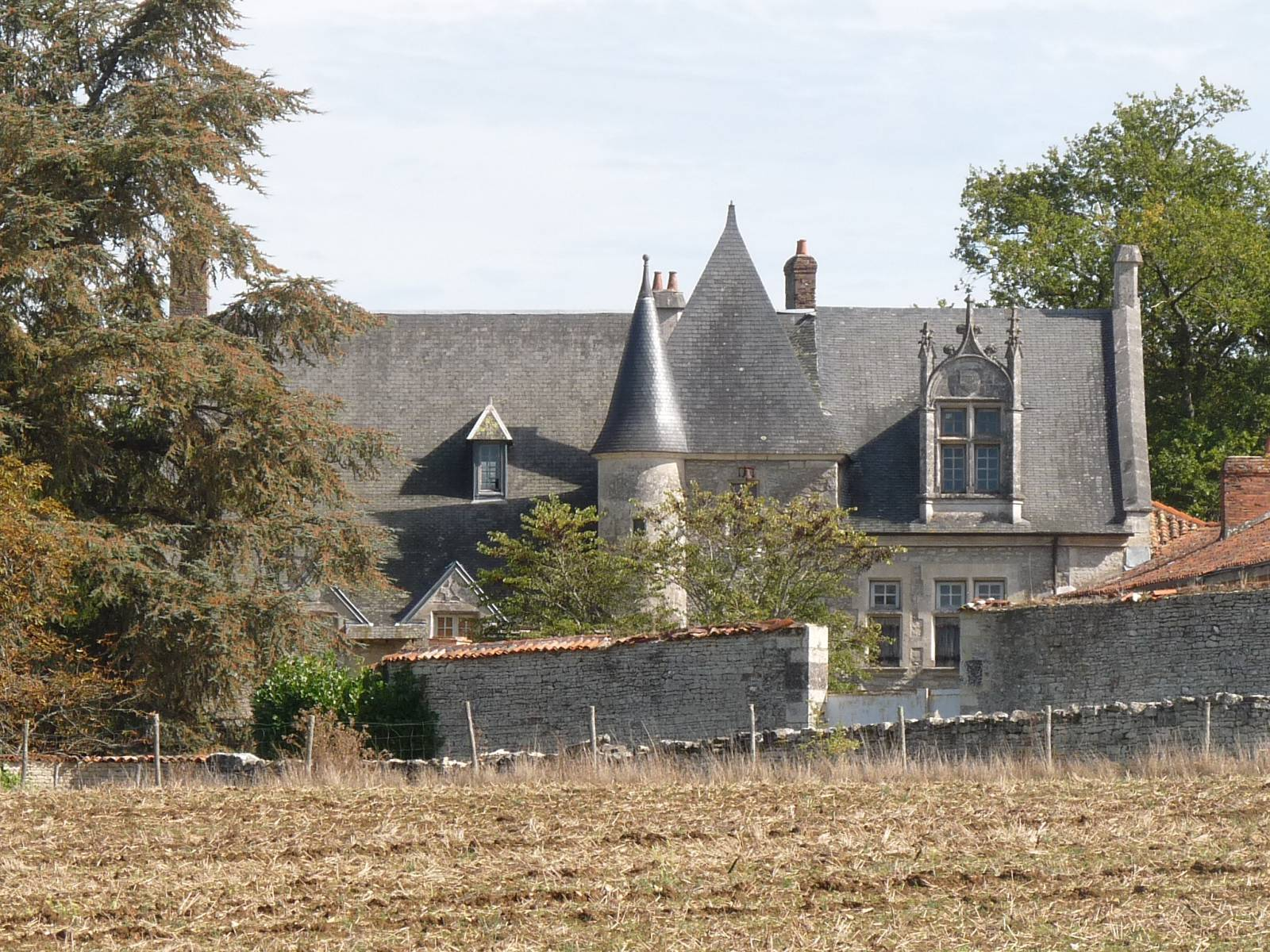
Le manoir, près de l'église
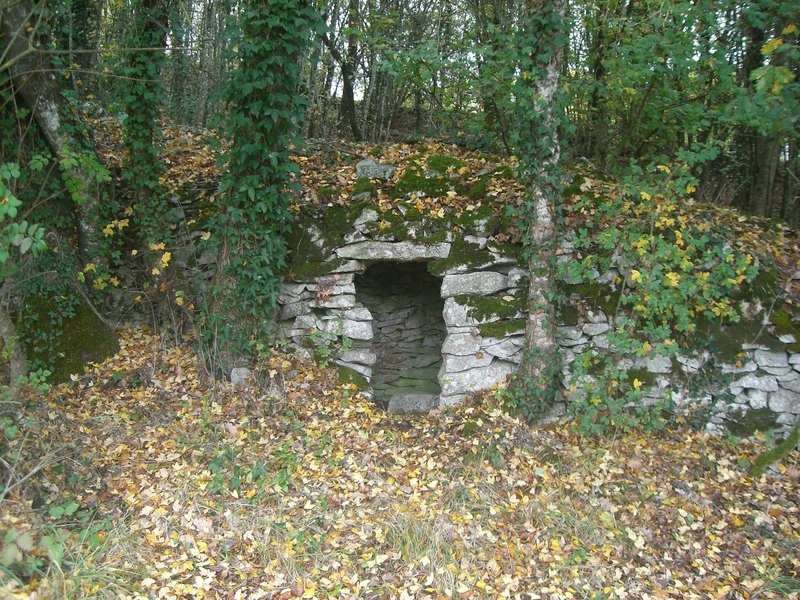
Lojhe
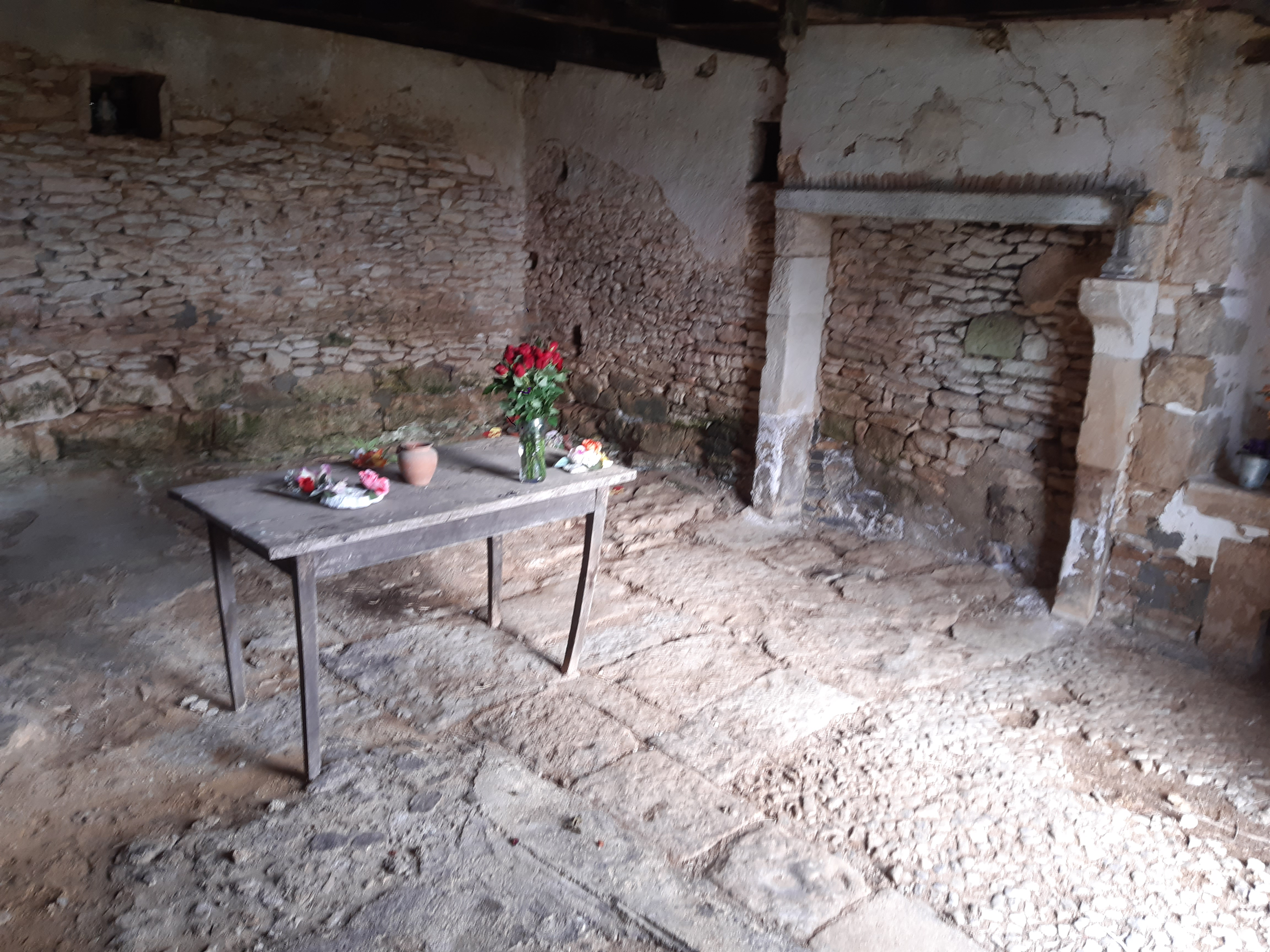
Intérieur de la maison de Pierre Aumaître

## Personnalités liées à la commune

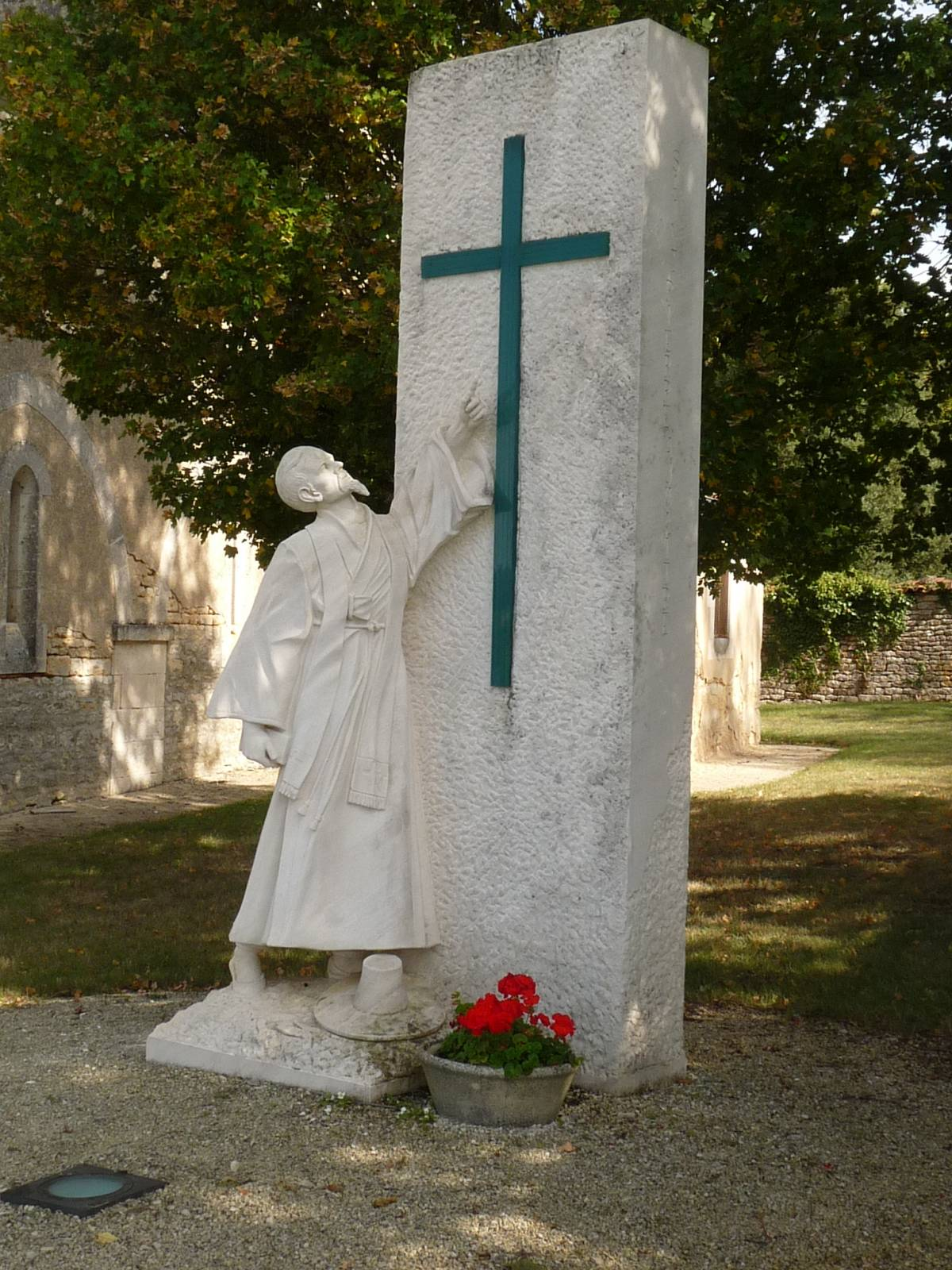
Mémorial de saint Pierre Aumaître, près de l'église

- Pierre Aumaître, prêtre martyr en Corée, canonisé par l'Église catholique en 1984.
- Le Professeur Jean Bernard, membre de l'Académie française, membre et ancien président de l'Académie des sciences, membre de l'Académie de médecine, né le 26 mai 1907 à Paris est inhumé depuis le 21 avril 2006 à Aizecq où il avait l'habitude de passer ses vacances depuis 60 ans.